# 万暦首輔張居正
『万暦首輔張居正』(ばんれきしゅほちょうきょせい)は、2006年に制作され、2010年に公開された中国の歴史ドラマ。明朝・万暦年間初期の10年間、政治改革を推し進め、赤字財政を立て直した宰相・張居正の活躍を重厚に描く。熊召政原作の長編小説『張居正』の映像化作品であり、明朝・万暦年間初期の名宰相・張居正の活躍を、重厚に描いている。主演は唐国強・梅婷・馮遠征。日本未公開。

## 製作スタッフ
- 製作総指揮：唐源涛・馬潤生・黎瑞鋼・文成国・陳潤生・王建輝・何冰・瞿長林
- 総合プロデューサー：韓三平
- 総合演出：張昌爾・陳梁・夏旗䚀・劉徳宏・姜涛
- 企画総合：張強・杜建国・周百義・史東明・余小鋒・程春麗
- 原作・脚本：熊召政
- 企画：姜公映・周芸平・羅丹青・徐徳歓・洪小興・高波
- 演出：羅立平・宋振山・魯書潮・王海凡・韓敏・葉文林
- プロデューサー：周軍
- 撮影指導：林斌
- 美術指導：全栄哲
- 作詞：喬羽
- 作曲：郝維亜
- 演唱：彭麗媛
- 監督：李建峰・樊暁洋
- 総監督：蘇舟

## 登場人物

### 張居正の一族
張居正(演：唐国強)
明朝万暦年間初期の名宰相。清廉にして公正無私、剛直な性格で仕事熱心。民想いで国への忠義にも厚く、万暦帝や李太后から絶大な信頼を得ている。巧みな政治手腕で「万暦新政」を推進し、明朝を中興に導いた。

張敬修(演：于金聖)
張居正の長男。礼部主事。張居正の死後、邱橓・張鯨らに拷問され、恥辱を受ける。その後、牢獄に軟禁されるも、張家の冤罪を晴らすべく自害した。

### 明朝皇室
朱載坖(隆慶帝)(演：巫剛【※友情出演】)
明朝第13代皇帝。嘉靖帝の息子。万暦帝の父親。住まいは乾清宮。先朝の弊害を取り除くなど、その治世において一定の功績を挙げ、自身も比較的倹約家であった。しかし、晩年は女色に耽って国政を乱し、さらには丹薬の飲み過ぎで自身の身体を衰弱させた。最後は、愛妾・奴児花花(ヌルファファ)の急死に激しく衝撃を受け、悲痛のあまり卒倒し、急死した。無能ではないが凡庸な君主。

朱翊鈞(万暦帝)(演：梅年佳※青年期、王琦※少年期)
明朝第14代皇帝。隆慶帝と李太后(李彩鳳)の息子。本作のキーパーソン。住まいは乾清宮。父の死後、僅か10歳で即位。少年期は、聡明な性格で聞き分けが良く、英明果断な君主であった。しかし青年期になると、金遣いが荒くなったほか、傍若無人で冷酷な暗君に豹変。師・張居正とも、当初は極めて良好な信頼関係にあり、張居正の政治改革を、母・李太后と共に全面的にバックアップしていた。だが、青年期に入ると、張居正との対立を暗に深めはじめ、最後は張居正やその一族郎党に対して、残忍卑劣な弾圧・粛清を行った。

### 明朝後宮
李彩鳳(李貴妃→李太后)(演：梅婷)
本作の第二の主人公。隆慶帝の側室(貴妃)。万暦帝の生母。父親は武清伯・李偉。住まいは慈寧宮。賢淑で仁徳の高い才媛。裕王時代の隆慶帝(朱載坖)に宮女として仕え、やがてその寵愛を得ると、裕王の正式な側妃(都人)となり、ついには朱翊鈞(万暦帝)を出産。隆慶帝が即位すると、皇貴妃に封じられた。
隆慶帝が崩御すると、慈聖皇太后に封じられ、新帝・万暦帝の政治を、その生母の立場としてバックアップ。万暦帝をよく教育しつつ、宰相・張居正に絶大なる信頼を寄せて、彼に政治改革を一任し、「万暦新政」を創出した。また自身も、幼帝の後見として、要所で政務に干渉した。

陳玉容(陳皇后→陳太后)(演：王小丹)
隆慶帝の皇后。万暦帝の継母。住まいは慈慶宮。温厚で慎ましやかな性格であり、李彩鳳とも極めて良好な関係。隆慶帝の死後、仁聖皇太后に封じられた。実子ではないものの、義子・万暦帝のことを溺愛しており、彼とは実の母子のように親密な関係にある。万暦帝が李太后の逆鱗に触れ、廃位されそうになったときは、涙ながらに李太后を説得し、廃位決定の撤回を懇願した。

奴児花花(ヌルファファ)(演：那笛)
隆慶帝の寵愛する妾。孟冲が隆慶帝に献上した西域の美女。絶世の美貌で隆慶帝を魅惑し、彼を堕落へと導いた。最後は、孟冲が李貴妃を陥れるための策謀の犠牲者となり、宮中の井戸に突き落とされて死亡した。

### 朝廷の臣下
高拱 (演：智一桐)
朝廷の重臣。内閣首輔。有能で忠義心も厚いが、自身の勢力を盤石にすべく盛んに徒党を組むなど、朝廷の風紀を乱した。内閣次輔・張居正とは、政治的な見解を巡ってしばしば対立するも、私怨自体はなく、互いにその能力と人柄を認め合っており、決して仲は悪くない関係。隆慶帝の遺言によって、張居正とともに顧名大臣に指名され、新帝・万暦帝の補佐にあたったが、その矢先に宦官・馮保らの策略によって致命的失脚。内閣首輔の地位を罷免されたうえで、官界からの引退を余儀なくされ、故郷の河南新鄭県にて隠居した。
なお第34話において、里帰りの道中にあった張居正と感動的な再会を果たしており、東南沿海の海賊鎮圧の事実について、その隠された事情を鋭く指摘してみせた。

張四維(演：兪洛生)
朝廷の重臣。出世に貪欲で、処世に長けた典型的な風見鶏。張居正の死後、内閣首輔に就任。万暦帝の信任のもとで、張居正の旧勢力に対して厳しい弾圧・粛清を行った。

#### 張居正派の大臣・官吏
金学曾(演：李超)
朝廷の大臣。もとは小役人に過ぎなかったが、張居正にその才覚と行動力を見出され、戸部観政(※九品)から戸部主事(※六品)、戸部員外郎(※四品)へととんとん拍子に昇進。また、張居正が地方の税制改革に着手すると、荊州巡税御史に抜擢され、賄賂や不正の蔓延る荊州の地を、実直果断に調査し尽くし、張居正からますます知遇を得た。その後、地方に出張して暫く湖広学政の任にあり、やがて戸部左侍郎(※三品)に栄転。だが程無くして父親の訃報が届き、守制(※※職を辞して帰郷し、三年の喪に服す)のために涙を呑んで故郷へと帰った。
本作のキーパーソンであり、作中ではかなり出番が多く、中盤の第23話～27話にかけては、実質的に金学曾が主役状態。特に第25話に至っては、張居正が全く登場せず、彼の独壇場である。コオロギ勝負が得意で、巧みな腕前を武器に大博打をして1万両も勝ち、さらには勝った金1万両を全て国庫に寄付してみせた。

王国光(演：王偉軍)
朝廷の重臣。張居正が絶大なる信頼を寄せる腹心の部下。張居正の政治改革を力強く支え、「万暦新政」の推進に大きく貢献した。だが張居正が死去すると、張居正の敵対派によって弾劾され、官界からの引退を余儀なくされた。

殷正茂(演：白建才)
朝廷の重臣。張居正の親友。張居正の信頼する腹心の一人。物語の序盤は在野にあったが、張居正の抜擢で両広総督に任命され、広西で勃発した反乱を鎮圧すべく、広西に赴任した。前任の両広総督・李延の後を引き継ぐと、弛んだ軍の規律を厳格に管理し、併せて軍の強化と士気向上に勤しみ、明朝を苦しめた貝那(ベイナ)の反乱軍を見事に鎮圧。即位したばかりの万暦帝を大いに喜ばせた。
広西での責務を終えた後は、暫く光禄寺丞という閑職で気を休めていたが、数年後には工部尚書に栄転。その後、王国光が戸部尚書から吏部尚書に異動すると、自身は空位となった戸部尚書に転任した。

#### 高拱派(反張居正派)の大臣・官吏
魏廷山(演：楊洪武)
朝廷の大臣。内閣首輔・高拱の門下生であり、高拱派(反張居正派)のリーダー格の一人。張居正と敵対する関係だが、自身は公正無私で実直な性格であり、清廉潔白で賄賂の類も受け取ったことがない。高拱失脚後も、王顕爵と共に張居正の政策に反抗的な態度をとっていたが、それは決して私怨からではなく、あくまで国を思ってのことだった。張居正が実施した官吏給与の現物支給に猛反発し、多くの在京官員を動員して張居正を窮地に陥れようとしたが、その策略が多数の死者を出す大騒動に発展し、激しく後悔。大火事で混沌とする騒動現場から、数多の人命を救助し、自身も重傷を負うなど、改心して大いなる義侠心を見せた。
騒動後は一時、馮保によって命を狙われたが、張居正のはからいで命を救われる。その後、張居正の強い説得を受け、自身の行いを懺悔すると、以後は張居正の知遇を得てその忠実な部下となった。それからほどなく、山東巡撫として任地・山東に赴任。山東の税逃れの惨状を目の当たりにし、張居正に対して、現地田畑の測量調査実施を求めるなど、精力的に働いた。

王顕爵(演：張柏俊)
朝廷の大臣。礼部左侍郎。内閣首輔・高拱の門下生であり、高拱派(反張居正派)のリーダー格の一人。魏廷山とは対照的に、出世に貪欲で賄賂や不正にも手を染める。一貫して張居正に反抗的な態度を取っており、師の仇である張居正に対して私怨をも持つ。張居正が実施した官吏給与の現物支給に猛反発し、多くの在京官員を扇動して張居正を窮地に陥れようとしたが、その策略が多数の死者を出す大騒動に発展。騒動現場の阿鼻叫喚の大火事の様子を目の当たりにし、気が動転して体調を大きく崩す。最後は、火事のトラウマで激しく発狂し、自宅の井戸に身投げ自殺した。

雒遵(演：張雷)
朝廷の官吏。高拱の門下生。張居正が奪情(※ごく例外的に「守制」を行わず、引き続き官界に留まること)を行った際は、これに猛反対し、万暦帝の逆鱗に触れ、杖刑に処された上で辺境に流罪とされた。しかし張居正が死去すると、張居正の一派を粛清したいと目論む万暦帝に呼び戻され、恩赦を受けて中央官界に返り咲いた。

韓揖(演：肖楠)
朝廷の官吏。高拱の門下生。刑部主事。張居正が奪情(※ごく例外的に「守制」を行わず、引き続き官界に留まること)を行った際は、これに猛反対し、万暦帝の逆鱗に触れ、杖刑に処された上で辺境に流罪とされた。しかし張居正が死去すると、張居正の一派を粛清したいと目論む万暦帝に呼び戻され、恩赦を受けて中央官界に返り咲いた。

#### 皇室の親戚、諸侯
許従成 (演：于軍)
駙馬都尉。嘉靖帝の第五女・嘉善公主(※隆慶帝の妹)の夫。隆慶帝の義弟。
反張居正派の急先鋒。張居正を相容れない不俱戴天の仇と見なし、終始一貫して彼に反抗的な姿勢を取っている。事あるごとに陰謀を巡らせ、張居正を窮地に陥れようと様々な策を弄する。非常に欲深い性格で、自身の既得権益が失われることに強い危機感を抱いている。

李偉 (演：艾俊邁)
武清伯。李彩鳳(李太后)と李高の父親。万暦帝の外祖父。
もとは順天府漷県の建築労働者であった。娘の李彩鳳を裕王府に売り込み、裕王・朱載坖(※後の隆慶帝)の側妃とすることに成功。さらに、李彩鳳が朱翊鈞(万暦帝)を産んだことで、自身の地位も高まり、隆慶帝が即位すると、太子・朱翊鈞の外祖父ということで、武清伯に封じられた。
貪欲な性分であり、天然・間抜けで、気分屋な性格もある。問題や騒動を起こすことも多く、しばしば娘の李太后(李彩鳳)に叱責されている。張居正の敵対派ではあるが、自ら策を弄して彼を攻撃するというわけではなく、どちらかというと、息子の李高や駙馬都尉・許従成の操り人形にされている感がある。

李高(演：那鋼)
武清伯・李偉の息子。李彩鳳(李太后)の弟。錦衣衛千戸。反張居正派の中心人物。父に劣らず欲深い存在で、見栄っ張りで驕慢なきらいがある。父親の李偉とはよく喧嘩するが、親子の仲は極めて良好な模様。許従成と結託し、張居正を陥れるためにしばしば陰謀を巡らす。

#### 翰林院
呉中行(演：丁正勇)
朝廷の官吏。翰林院編修。王正林の部下。張居正の門下生ではあるが、張居正が奪情(※ごく例外的に「守制」を行わず、引き続き官界に留まること)を行った際は、これに猛反対。その結果、万暦帝の逆鱗に触れ、杖刑に処された上で辺境に流罪とされた。しかし張居正が死去すると、張居正の一派を粛清したいと目論む万暦帝に呼び戻され、恩赦を受けて中央官界に返り咲いた。

趙用賢(演：劉旭)
朝廷の官吏。翰林院修撰。王正林の部下。張居正の門下生ではあるが、張居正が奪情(※ごく例外的に「守制」を行わず、引き続き官界に留まること)を行った際は、これに猛反対。その結果、万暦帝の逆鱗に触れ、杖刑に処された上で辺境に流罪とされた。しかし張居正が死去すると、張居正の一派を粛清したいと目論む万暦帝に呼び戻され、恩赦を受けて中央官界に返り咲いた。

#### 武官
李延(演：趙君【※友情出演】)
両広総督。高拱の門下生。貪欲で破廉恥な性格。在京の多数の有力官員に対し、盛んに賄賂を贈って、独自のネットワークを形成。両広総督という高位に就いて後は、多額の軍費をピンハネし、不正に私腹を肥やして奢侈に耽り、軍の強化・鍛錬をひどく疎かにした。
生来臆病な性分で、賊の貝那(ベイナ)が反乱を起こすと、ろくに対処もせず、自分の命を守るために逃げ惑う有様。その結果、広西の反乱の火の手は急速に拡大し、明朝は甚大な軍事被害を出してしまった。その後、新任の両広総督・殷正茂が赴任すると、両広総督の職務を解任され、失脚。
なお宰相・高拱は、門下生・李延の汚職・失態によって、自分に累が及ぶのではとひどく恐れ、密かに腹心の邵大侠を広西に派遣し、口封じのために李延を抹殺した。

伍長魯 (演：全保軍)
明朝武将。両浙総督。高拱の門下生。東南沿海を度々荒らしまわっていた悪名高き海賊・林如虎＆林如豹兄弟を征討し、二人を生け捕りにして京師の万暦帝に献上し、万暦帝を大いに喜ばせた。ところが後日、高拱の指摘で宰相・張居正が事の詳細を調査すると、その戦功が虚偽のものであったと発覚。結果として万暦帝の激しい怒りを買い、両浙総督の地位を免職された。

章大郎(演：周斌)
朝廷の官吏。邱得用の外甥。錦衣衛北鎮撫司粮秣官副千戸。張居正の実施した在京官員の給与現物支給に猛反発し、大きなトラブルを巻き起こし、儲済倉大使・王崧を誤殺。それから暫く後、殺人罪で捕縛され、張居正の命によってギロチンで処刑された。

#### その他大臣・官吏(中央)
朱衡(演：李甫春)
朝廷の重臣。工部尚書。嘉靖帝・隆慶帝・万暦帝の三代に仕えた老臣であり、作中では70歳を越える老齢。朝廷の長老格でもある。真面目で清廉、己の職務に忠実な大臣。周囲からの人望も厚い。物語の中盤で、病を得て官界から引退。故郷にて隠遁した。

沈度(演：呉堅)
朝廷の官吏。真面目で職務に忠実。元はしがない宛平県令であったが、宛平県の皇室子粒田の被災状況を調査しに来た金学曾と出会い、彼と交友関係を結ぶ。その後、江綾県の県令に異動。このときも、荊州巡税御史として江陵に赴任していた金学曾と再会。金学曾の仕事を助けつつ、その知遇を得て、宰相・張居正にも一目置かれるようになり、やがて湖広巡按御使に栄転。その後、中央官界に参入し、都察院監察御使にまで昇進した。
清廉・実直な官吏であることを常に心掛け、他人からの賄賂を決して受け取らなかった。その清廉実直ぶりは、宰相・張居正から「他の官吏の模範たりうる人物である」と評されるほどだった。

鄒元標(演：李金楠)
朝廷の官吏。高潔の士。元はしがない小役人であったが、人一倍正義感が強く、特に呉中行・趙用賢・雒遵・韓揖らが張居正の奪情(※ごく例外的に「守制」を行わず、引き続き官界に留まること)に猛反対すると、自身もこれに共鳴し、万暦帝に公然と諫言。これが万暦帝の逆鱗に触れ、杖刑に処された上で辺境に流罪とされた。しかし張居正が死去すると、張居正の一派を粛清したいと目論む万暦帝に呼び戻され、恩赦を受けて中央官界に返り咲いた。
万暦帝は、故人となった張居正にありもしない貪財の汚名を着せ、彼の一族郎党を徹底的に弾圧・粛清。鄒元標は激しくこれに憤慨し、張居正の冤罪を晴らすべく、朝議の場で万暦帝に対し決死の諫言を行った。
張居正の奪情に反対したのも、読書人(文人)としての正義感からであり、張居正に対して私怨はない。むしろ張居正のことを、国を繁栄に導いた名宰相と認め、大いに敬意を払っており、その名誉を守るために懸命に尽力した。

童立本(演：肖明)
朝廷の官吏。礼部儀制司主事。清廉なのが祟り、赤貧を洗うが如き生活を強いられている。宰相・張居正が官吏給与の現物支給を実施すると、生計を立てられなくなって酷く困窮した生活を強いられ、ついには思い詰めて首吊り自殺してしまった。

丘橓 (※演者不明)
朝廷の大臣。海瑞と並ぶ清流派(清官)の代表的な官吏。失職して暫くは在野にあったが、張居正の死後、官界に復帰し、刑部右侍郎に抜擢される。そして万暦帝の命を受け、張居正の故郷の邸宅を押収・調査しつつ、更には張敬修(※張居正の長男)を苛烈に拷問。張居正の一族郎党を徹底的に弾圧・粛清した。

銭普(演：銭鳴和)
朝廷の大臣。真定府知府の任にあったとき、里帰りの道中の張居正を大いに歓待した。その後、中央官界に栄転し、工部右侍郎に昇進。なお、重病に侵された張居正の回復を祈り、懸命な祈祷を行うなどした。

#### その他官吏(地方)
胡自皋(演：樊暁陽)
明朝官吏。強欲で、常日頃から貪財に耽り、元来評判が良くなかった。一介の南京工部主事であったが、馮保に賄賂を贈って上手く取り入り、役得の多い両淮塩運司巡塩御使の職務に就くことに成功。しかし、後に邵大侠に騙され、塩の専売権の一部を分け与えてしまい、これがほどなく朝廷に露見。汚職不正の罪で失脚し、捕縛されて牢にぶち込まれた。

趙謙(演：董祺明)
荊州知府。収賄に手を染め、私腹を肥やす悪徳官吏。元は一介の地方官吏だったが、張居正の父親・張文明に取り入るべく、広大で豊かな農地を贈賄し、更に常日頃から張家の人々を丁重に世話するなど、献身的に張家のために尽くし、結果として張文明から大いに気に入られ、その推挙を受けて、荊州知府という高位にまで出世した。だが後に、荊州巡税御史・金学曾の調査によって数々の悪事・不正が暴かれ、一転して窮地に追い込まれる。最後は、許従成の密命を受けた衛彪によって、毒酒を飲まされ殺害された(※このとき、金学曾も道連れにされそうになったが、毒酒に口を付けなかったので間一髪助かっている。)。

周顕謨(演：趙松林)
湖広巡撫(撫台)。張居正が里帰りし、父親の葬儀を執り行った際は、これに参列した。だが張居正の死後、万暦帝が張居正の一族郎党を粛清・弾圧しようと図った際は、その密命を受けて速やかに張家の邸宅を差し押さえ、張家の一族郎党を襤褸屋に監禁し、苛酷極まりない生活を強いた。

#### 宦官
馮保(演：馮遠征)
本作の第3の主人公。宦官。内廷総管(大内総管)。万暦帝の養育係で、万暦帝が幼い頃からその傍に仕えた。万暦帝から絶大なる信頼を寄せられ、「大伴」とまで呼ばれている。李太后からの信頼も厚い。
張居正とは腐れ縁で、政治的な見解や活動方針を巡って対立することも多かったが、両者とも主君・朝廷への忠義心に嘘偽りはなく、諸政策・諸活動において、しばしば協力関係を組んだ。まず物語の序盤、内閣首輔・高拱の打倒を躊躇う張居正を度々説得し、張居正が梃子でも動かぬと分かると、独断で事を運び、陰謀を巡らして高拱を失脚させ、張居正を宰相(内閣首輔)に擁立することに成功。宰相・張居正が「万暦新政」を推し進めると、積極的にこれに協力し、張居正の政治改革を大いに支えた。また自身も内廷総管として、乱れた内廷の綱紀をきっちり粛正するなど、一定の功績を挙げた。
自身は清廉高潔の士というわけではなく、ライバルや敵対派を陥れるために手練手管を弄し、さかんに陰謀を巡らせ、悪事に手を染めることもあったが、決して極悪非道というわけでもなく、一定の情理はわきまえている模様。貪財癖もある程度はあったが、そこまで酷くはなく、許容範囲という印象である。作中では、「悪賢く処世に長けてはいるが、見識深く、主君・朝廷への忠義に厚い勤勉な人物」として、二面性を持つ人柄で描かれている。なお、時折垣間見える教養人としての描写も非常に興味深い。
剛直すぎて時に融通が利かなくなるきらいがあった張居正に対し、度々的確な助言・忠告を行い、その激情をよく抑えた。張居正の良き理解者の一人であり、ある意味では彼の最大の味方でもある。張居正が奪情(※ごく例外的に「守制」を行わず、引き続き官界に留まること)を行うことに躊躇いを見せた際は、「もし奪情が理由であなたが地獄に落ちることになったら、私もそれにお供しましょう」と言って彼を激励し、張居正の奪情への決断を強く後押しした。
張居正が死去した後、ますます横暴さ・残虐さを増した万暦帝を、必死に制御しようとしたが、かえって万暦帝に煙たがられ、その不興を買い、失脚。全ての地位を免職され、引退と故郷での隠棲を余儀なくされた。

張鯨(演：劉波)
宦官。奸臣。馮保の腹心の部下。利発で見識深く、控えめで謙虚な性格であり、馮保から厚い信頼を得ていた。物語の序盤、馮保の命で両広監軍に任命され、広西に赴任し、新任の両広総督・殷正茂をよく支えた。広西での任を終えた後は、宮中に戻り、万暦帝の即位や上司・馮保の昇進に伴って、自身も司礼監秉筆太監に栄転。それから暫く目立った活躍はなかったが、物語が終盤に差し掛かると一気に頭角を現わし、万暦帝の絶大なる信頼を獲得して、馮保を差し置き、その側近宦官になった。
皇帝の側近になり、馬脚を露しだすと、万暦帝に悪知恵を授け、陰謀を巡らし病に侵された張居正の死期を早めた。更に張居正の死後は、張居正の一派やその一族郎党の粛清・弾圧に大いに尽力し、万暦帝を喜ばせた。またそれと併せて、自分を取り立ててくれた上司・馮保に対しても、恩を仇で返すかたちで鋭い刃を向け、悪辣な策を弄してこれを失脚に追い込み、自身が、名実ともに内廷のNo.1である司礼監掌印太監(＆東廠提督)に就任した。

孟沖(演：王雲斎)
隆慶帝の側近宦官。内廷総管(大内総管)。司礼監掌印太監。隆慶帝への忠義に厚く、彼に西域美女・奴児花花(ヌルファファ)を献上するなど、皇帝の歓心を得るために労力を惜しまなかった。内閣首輔・高拱と結託し、内廷において盤石な地位を築いていたが、隆慶帝の急逝に伴い、馮保の陰謀によって失脚。職を失い引退した後は、己の人生に絶望し、隆慶帝の墓前で毒酒を飲み殉死した。

邱得用(演：常学仁)
李太后に側近として仕える宦官。乾清宮総管太監。慎み深く控えめな性格であり、長年宮中で真面目に働き、老いて高位を得た。不祥事を犯した外甥・章大郎を救うために策を弄したが、これがかえって墓穴を掘り、馮保の陰謀によって失脚。免職処分・引退を余儀なくされた。

呉和(演：張弓)
宦官。馮保の義理の息子。かねてより酷い貪財癖があり、奢侈な生活に興じ、女官・趙金鳳と密通するなど、養父・馮保の後ろ盾を武器にとにかくやりたい放題で、その醜聞は都中に広まっていた。馮保が政治的見解を巡って工部尚書・朱衡と対立すると、馮保の歓心を買うべく、これを懲らしめんと画策。自ら先頭に立って手管を弄し、極寒大雪の夜の外に、70歳を超える老齢の朱衡を放置。この事件がきっかけで朱衡は病に臥せってしまい、引退を余儀なくされた。
その後、馮保は、「愚か者の呉和は、いずれ自分の足手纏いになるだろう」との強い危機感を覚え、部下の陳応風に命じてこれを毒殺した。

### 積香廬
方玉娘(演：楊雪)
張居正の恋人。北京で雑貨店を営む方立徳の娘。兄は方大林。街でも評判の絶世の美女。妖道士・王九思に父と兄を殺され、自身も誘拐されそうになったが、危ういところを内閣次輔・張居正によって救われる。父・兄を殺した王九思を憎み、彼が法で裁かれ処刑されるのを望んでいたが、「張居正が諸事情から捕縛した王九思を釈放した」と知り、激しく失望。張居正にも、いささかの恨み・不満を募らせつつ、出家して尼僧になることを決意する。だがしかし、隆慶帝が崩御し万暦帝が即位、さらに張居正が内閣首輔となると、王九思は法で裁かれ、処刑された。張居正が自分の仇を討ってくれたことを大いに喜んだ彼女は、出家への想いを断ち切り、次第に張居正に惹かれ出し、強い恋心を抱くようになる。一方で張居正も、「玉娘のことが好きである」と作中で明言している。
出家を取り止めて後は、積香廬に移り住み、引き続き張居正とも親しく愉快に交流した。張居正とは相思相愛の仲であったが、なかなか恋愛関係には発展せず、プラトニックな関係が続いた。彼女は張居正の側妻となることを強く望み、李太后や張夫人(※張居正の正妻)も二人の婚姻を大いに後押ししたが、全くもって暖簾に腕押しであった。
やがて張居正の奪情(※ごく例外的に「守制」を行わず、引き続き官界に留まること)問題が起こると、自身は張居正に対して「守制(※※職を辞して帰郷し、三年親の喪に服す)のしきたりを遵守するように」と強く説き、行き過ぎた諫言がかえって張居正の不興を買い、平手打ちにされてしまった。
張居正と激しく喧嘩をした後は、積香廬を出奔。張居正に、自分の想いを綴った書置きを残し、どこかへと失踪。二度と張居正の前に現れなかった。

### 民間の豪商・富豪
邵方(邵大侠)(演：楊和平)
明の歴史上有名な、揚州、丹陽の大富豪。裏社会のドン。本名は邵方だが、作中では専ら「邵大侠」と呼ばれている。高拱の協力者であり、隆慶年間初期には、高拱の内閣首輔就任を陰で大いに助けた。物語の序盤に登場し、宰相・高拱の密命を受け、広西に赴き、足手纏いとなりうる愚か者・李延(※高拱の門下生、前任の両広総督)を、口封じのために抹殺。
その後暫く出番がなくなるが、物語の中盤になって再登場。さて、李偉・李高親子は、北方防衛の兵士団の冬の衣替えを契機に、商売をして一儲けしようと企んでおり、揚州の豪商・邵大侠に綿製防寒着の発注を依頼。本来、20万人の兵士に対し、20万両分の予算(※つまり兵士1人分の綿製防寒着は1両の費用)が割り当てられていたのだが、強欲な李偉・李高親子は、予算を5万両にまでケチり、浮いた(ピンハネした)お金15万両を自分たちの儲けにしようと画策していた。邵大侠は、あまりにも無理な発注依頼に困惑するが、皇帝の外戚の要求とあっては断るわけにはいかない。そこでまず邵大侠は、美人計で両淮塩運司巡塩御使・胡自皋を篭絡し、塩の専売権の一部を得ることに成功。結果として20万両の費用を見繕うことができたが、実際は、獲得した20万両全てを綿製防寒着の製造にはつぎ込まず、大半の金を自分の懐に入れて、綿製防寒着は適当な粗悪品で納期に間に合わせた。しかし、粗悪な綿製防寒着だけあって、防寒性能も当然低く、極寒の真冬にもなると、寒さに耐えられなくなった北方の兵士たちが相次いで凍死。その死者数は19人にも及んだ。戚継光からの報告を受けた張居正・万暦帝・李太后らは、事態を非常に重く受け止め、一連の事件の当事者であった邵大侠・胡自皋を捕縛。特に、事件の最大の加害者である邵大侠は、重罪を免れず、張居正の命を受けた王篆によって、ギロチンで処刑された。

郝一標(演：安瑞雲)
北京の豪商。北京一の大富豪。絹織物の店「七彩霞」の主人。張居正が胡椒・蘇木(漢方薬)による在京官員の給与現物支給を行った際は、快くこの政策に協力し、官員たちが処理に困っていた胡椒・蘇木(漢方薬)を積極的に買い取った。

漆先安(演：趙恩全)
荊州の富豪。絹織物の商いをしており、収賄不正・税逃れで私腹をたんまりと肥やしていたが、荊州巡税御史・金学曾にこれを見破られ、窮地に追い込まれた。その後保身のために、金学曾に対して、荊州知府・趙謙の巨額収賄の事実を密告し、彼を道連れにしようと目論んだ。

### 道士・僧侶
王九思(演：張洪斌)
怪しげな道士。嘉慶帝の御医・王金の弟子。崆峒山で修行に励んでいたが、孟冲の依頼を受け、下山。自慢の特製丹薬を用いて病床の隆慶帝を治療し、一時は隆慶帝を大いに回復させた。しかしその丹薬は危険な劇薬であり、隆慶帝を中毒症状に陥らせた。
隆慶帝の病を治癒したことで、大いに気に入られ、皇帝付きの御医となり、北京の街中で大いに威張り散らかし、傍若無人な振舞いが目に余った。ある日、街で評判の美女・方玉娘を誘拐しようとしたが、失敗。腹いせに玉娘の父親・方立徳とその兄・方大林を殴り殺した。その後、玉娘を誘拐しようとするも、偶然事件現場に出くわした内閣次輔・張居正に激しく一喝され、殺人罪で捕縛される。その後、複雑な事情により一時牢獄から解放されたが、隆慶帝が崩御し万暦帝が即位すると、再び張居正によって捕縛され、審問の後、殺人罪によって、ギロチンで処刑された。

### 賊
貝那(ベイナ)(演：韓志)
広西で大反乱を起こした賊軍の頭目。明朝を大いに苦しめたが、両広総督・殷正茂によって打倒される。その後、生け捕りにされたうえで北京に護送され、処刑された。

何老三(演：黄飛)
東南海の海賊。明朝に降伏したが、両浙総督・伍長魯にまんまと誑かされ、悪名高き大海賊・林如虎＆林如豹兄弟の身代わりにさせられてしまい、喉を潰されて口がきけない状態にされた上で北京に護送され、処刑された。

余天定(演：黄暁龍)
東南海の海賊。明朝に降伏したが、両浙総督・伍長魯にまんまと誑かされ、悪名高き大海賊・林如虎＆林如豹兄弟の身代わりにさせられてしまい、喉を潰されて口がきけない状態にされた上で北京に護送され、処刑された。

### その他登場人物
何心隠(演：譚非翎)
高名な学者。張居正の旧友。張居正が隆慶帝の陵墓建設の監督に訪れた際、運命的な再会を果たし、二人で大いに国政を論じ合った。張居正の奪情問題が起こると、これに反発し、張文明の葬儀に参加してひと悶着起こすなど、旧友・張居正に極めて敵対的な態度を取った。
国家教育の根本を改革したいと強く考えていた張居正・金学曾らは、過激な学派のリーダー格である何心隠を超危険分子と見なし、これを粛清することに決意。結局、何心隠は、捕縛されて牢に収監され、牢内で密かに抹殺された。

柳湘蘭(演：曹暁雯)
妓楼「玲瓏閣」の看板娘。非常に美しい容貌の持ち主。邵大侠が胡自皋を篭絡するための美人計において、利用された。

陳大毛(演：彭振中)
荊州の民。荊州巡税御史・金学曾の高潔さと民への思いやりに強く感銘を受け、その協力者となる。漆先安の収賄不正・税逃れを看破する作戦において、彼の裏帳簿を盗み出すなど、大きな役割を果たした。

## 『大明王朝 〜嘉靖帝と海瑞〜』との関連性について
2007年のドラマ『大明王朝 〜嘉靖帝と海瑞〜』(※原題：『大明王朝1566 嘉靖与海瑞』)には、当初続編として『大明王朝1587』という作品の制作が予定されていた。2017年の再放送により、『大明王朝 〜嘉靖帝と海瑞〜』は今でこそ中国で非常に高い評価を獲得している人気ドラマだが、放映当時はあまり脚光を浴びず、視聴率も伸び悩んだため、その続編制作の話も立ち消えとなってしまったとされる。
　そのため本作『万暦首輔張居正』は、中国で専ら『大明王朝 〜嘉靖帝と海瑞〜』の実質的な続編であるとみなされている(※公式な続編ではない)。時代的な繋がりは勿論のこと、特に『大明王朝 〜嘉靖帝と海瑞〜』との共通の登場人物がかなり多く、張居正・李太后(李貴妃)・隆慶帝(朱載坖)・万暦帝(朱翊鈞)・馮保・高拱・戚継光・譚綸などといった人物は、両作それぞれに登場している。また『万暦首輔張居正』の作中では、前作の主人公である嘉靖帝(※故人)や海瑞(※存命中)への言及も時折あり、本作が『大明王朝 〜嘉靖帝と海瑞〜』の実質的な続編であることを暗に匂わせている。

## 参考資料
- YouTubeチャンネル「华录百纳热播剧场」公式映像『万暦首輔張居正』(全43話)
- 万暦首輔張居正メモ
- 百度百科『万暦首輔張居正』